# Мелоуни, Винс
Винс Мелоуни (англ. Vince Melouney; род. 18 августа 1945) — австралийский гитарист, вокалист и автор песен. Он играл в таких группах, как Billy Thorpe & The Aztecs, Vince & Tony’s Two, Fanny Adams и The Vince Maloney Sect. С 1967 по 1971 годы он был ведущим гитаристом группы Bee Gees, заменён Аланом Кендаллом.

## Карьера
Мелоуни родился в Сиднее. В 1963 году он основал группу Billy Thorpe & The Aztecs, в которой выступал в качестве ведущего гитариста и вокалиста до 1965 года. После этого он создал дуэт вместе с одним из музыкантов Aztec, Тони Барбером. Дуэт получил название Vince & Tony’s Two.
В 1966 году Винс Мелоуни записал синглы «I Need Your Lovin' Tonight» и «Mystery Train». Mystery Train послужил би-сайдом к I Need Your Lovin' Tonight; в качестве бэк-вокалистов на обоих синглах выступили Барри, Робин и Морис Гиббы.
В 1967 году, после переезда в Великобританию, вошёл в состав Bee Gees. Он был ведущим гитаристом на всех трёх первых альбомах группы; Bee Gees' 1st, Horizontal и Idea. В июне 1968 года, в составе Bee Gee он написал и исполнил песню «Such a Shame» (единственная песня коллектива, которая не была сочинена братьями Гибб). Песня была выпущена в британской версии альбома Idea, но в американском издании альбома она была заменена треком «I've Gotta Get a Message to You». Мелоуни предпочитает играть на гитаре Gibson ES-355; это можно было заметить на ранних видеосъёмках Bee Gees 1967—1968 годов. В ноябре 1968 года британский музыкальный журнал NME сообщил, что 1 декабря Мелоуни намерен покинуть the Bee Gees после окончания их германского тура.
В 1969 году он образовал недолго просуществовавшую супергруппу Fanny Adams с Дугом Паркинсоном на вокале, Тедди Тоем на басу и Джонни Диком на ударных. Группа записала одноимённый и единственный альбом Fanny Adams. Летом 1976 года он встретился с Барри Гиббом и они написали вместе такие песни, как «Let It Ride» и «Morning Rain», но не записали их.
По словам Винса, влияние на него как на музыканта оказало творчество группы The Band, особенно их альбом Music from Big Pink: 
|                          | Я находился под их влиянием до такой степени, что когда я видел, что они делают, то я восхищался этим. Я принимал их идеи как дополнение к своим идеям |  | I am influenced to the extent that I can see what they are doing and I respect that. I’ve let their ideas augment my ideas |  |
| Vince Melouney Interview | |  | |  |

.

## Дискография

### C Billy Thorpe & The Aztecs
- «I Told The Brook» / «Funny Face» (1965)
- «Twilight Time» / "My Girl Josephine (1965)
- «Hallelujah I Love Her So» / «Baby Hold Me Close» (1965)
- «Poison Ivy» / «Blue Day» (1965)
- «Love Letters» / «Dancing in the Street» (1965)

### C the Bee Gees
- Bee Gees' 1st (1967)
- Horizontal (1968)
- Idea (1968)
- Odessa (1969)